# قائمة أفلام العرائس والصلصال المتحركة المنتجة عربيا
- هذه قائمة بأسماء مسلسلات الرسوم المتحركة التي تم دبلجتها إلى اللغة العربية في عدة دول من العالم العربي.
- هذه القائمة مختصة فقط في المسلسلات الكرتونية غير عربية الصنع والتي دُبْلِجَتْ فيما للغة العربية عبر عدة مراكز دوبلاج عربية معتمدة، ولا تختص هذه القائمة بأفلام الكرتون أو الأفلام والمسلسلات الكرتونية عربية الإنتاج.
- القائمة مرتبة حسب بلد الإنتاج.

## حسب بلد الإنتاج

### مصر
- بوجي وطمطم (سلسلة)
- أيام الجبرتي (مسلسل)
- سحرالكتاب (فلم)
- خليك قاعد (فلم)
- التمثال (فلم)
- قصص الأنبياء بالصلصال

### سوريا
- كراكوز وعيواظ